# You are Ms. Servant
You are Ms. Servant (君は冥土様?, Kimi wa Meido-sama), stilizzato come You are Ms. servant, è un manga scritto e disegnato da Shotan. Ha iniziato la serializzazione a partire dal 28 giugno 2020 sul sito web di manga Sunday Webry di Shōgakukan. Un adattamento anime prodotto da Felix Film è stato trasmesso dal 5 ottobre al 21 dicembre 2024.
La storia segue il liceale Hitoyoshi Yokoya, la cui vita viene stravolta quando una bella ma misteriosa ex assassina arriva a casa sua, chiedendo di lavorare come cameriera per lui.

## Trama
Una giovane ragazza, vestita con un'uniforme da cameriera, si presenta alla porta di Hitoyoshi alla ricerca di un lavoro. In passato era un'assassina letale, ma non ha alcuna esperienza con le faccende domestiche. Confuso dalla sua insolita richiesta, Hitoyoshi inizialmente la rifiuta. Tuttavia, quando lei gli salva la vita da un incidente potenzialmente fatale, lui inizia a considerare l'idea di assumerla e infine la accetta. La ragazza, dopo aver vissuto una vita solitaria nel mondo sotterraneo, inizia così a conoscere nuove emozioni e trova finalmente una famiglia.

## Personaggi
Hitoyoshi Yokoya (横谷 人好?, Yokoya Hitoyoshi)
Doppiato da: Tsubasa Yonaga (video promozionale), Toshiki Kumagai (anime)
Uno studente liceale impacciato che vive da solo e riceve spesso la visita della sorella minore Riko. Inizialmente, viene colto di sorpresa dal passato di assassina di Yuki, ma nonostante ciò la assume come cameriera e la invita a vivere con lui. In seguito si scopre che in precedenza aveva confessato i suoi sentimenti a una ragazza con cui era solito passare del tempo quando era più piccolo. Tuttavia, la ragazza lo rifiutò, dicendogli che gli aveva confessato i suoi sentimenti solo perché si sentiva "sola", e ciò gli spezzò lo spirito e la fiducia. Da allora, diffida e respinge l'idea di innamorarsi di qualcuno e ha paura di essere rifiutato di nuovo, ma nel corso della storia si ritrova a sviluppare sentimenti romantici per Yuki, nonostante li neghi costantemente.
Yuki (雪?) / Xue (シュエ?, Shue)
Doppiata da: Reina Ueda (video promozionale e anime)
Una giovane donna bella e stoica, cresciuta come la più grande assassina, decide di diventare cameriera e si reca da Hitoyoshi per cercare di dimenticare il suo oscuro passato. Non riuscendo a ricordare il suo vero nome, inizia a farsi chiamare Yuki, ispirata da un ricordo del suo passato. Durante un talk show, viene rivelato che Yuki è nata come Maria, una bambina prodigio con genitori e una sorellina. Il giorno del suo compleanno, durante il periodo natalizio, la sua famiglia riceve una visita inaspettata e i genitori vengono assassinati nel tentativo di rapirla; anche la sorellina viene catturata e le due sorelle vengono addestrate come assassine fino a quando Maria viene separata dalla sua sorellina. Questo trauma provoca in Maria l'oblio della sua famiglia e del suo nome. Per cercare di diventare una ragazza normale, si iscrive al liceo di Hitoyoshi, dove riesce subito a guadagnarsi la popolarità tra i compagni.
Agemochitarō (あげもち太郎?)
Doppiato da: Eriko Matsui
Un cane giocherellone che Hitoyoshi e Yuki prendono come animale domestico dopo averlo trovato sul portico della casa di Hitoyoshi.
Riko Yokoya (横谷 李恋?, Yokoya Riko)
Doppiata da: Hikaru Iida
Ragazza estroversa e sorella minore di Hitoyoshi, si affeziona subito a Yuki e Grace e spesso infastidisce il fratello.
Grace (グレイス?, Gureisu)
Doppiata da: Lynn
Grace è un'assassina e informatrice che arriva in Giappone insieme a Yuki, essendo una delle poche persone a conoscenza del suo passato. Inizialmente, il suo obiettivo è quello di trascorrere la vita circondata da uomini sull'isola di Santorini. Tenta di assassinare Yuki per migliorare la propria reputazione, ma viene sconfitta e promette di non riprovarci. Successivamente, assume l'identità di Nitta (新田?) e diventa insegnante di educazione fisica al liceo Ogiso, dove osserva la relazione tra Hitoyoshi e Yuki. Grace ha una personalità accomodante e si appassiona alle cose interessanti. Il suo interesse per l'insegnamento deriva dalla curiosità sul fatto che Yuki, l'assassina più forte, sia al servizio di un cittadino comune come Hitoyoshi. Questa curiosità la porta a essere attratta dalla gentilezza delle persone, manifestando spesso comportamenti fisici invasivi, che però ricevono solo reazioni negative da parte di Yuki
Naka Hikage (日陰 ナカ?, Hikage Naka)
Doppiata da: Konomi Inagaki
Naka è una ragazza amichevole e compagna di classe di Hitoyoshi e Yuki. Dopo aver perso la madre in giovane età, ha intrapreso un addestramento nelle arti marziali sotto la guida del fratello maggiore Takeru, imparando anche tecniche ninja. È la prima amica di Yuki e le è stata di grande aiuto durante il gioco del nascondino al Triplo Festival Katsuta, utilizzando cortine fumogene e tecniche di trasformazione, oltre a raccogliere informazioni in anticipo. Naka ha un complesso di inferiorità rispetto al fratello, sentendosi piccola e debole. Desidera che le sue capacità vengano riconosciute, ma a volte si chiede come sarebbe stata se fosse nata una "ragazza normale". Yuki condivide una certa empatia con lei in questo senso, comprendendo le sue preoccupazioni.

## Media

### Manga
Il manga, scritto e disegnato da Shotan, viene serializzato dal 28 giugno 2020 sul sito web di manga Sunday Webry di Shōgakukan. I capitoli vengono raccolti in volumi tankōbon a partire dal 12 ottobre 2020. Al 12 marzo 2025 i volumi totali ammontano a 10.
Il manga è concesso in licenza nel sud-est asiatico da Shogakukan Asia.

#### Volumi
| Nº | Data di prima pubblicazione | Data di prima pubblicazione | Data di prima pubblicazione |
| Nº | Giapponese                  | Giapponese                  |                             |
| -- | --------------------------- | --------------------------- | --------------------------- |
| 1  | 12 ottobre 2020             | ISBN 978-4-09-850306-3      |                             |
| 2  | 12 febbraio 2021            | ISBN 978-4-09-850403-9      |                             |
| 3  | 12 luglio 2021              | ISBN 978-4-09-850549-4      |                             |
| 4  | 10 dicembre 2021            | ISBN 978-4-09-850812-9      |                             |
| 5  | 12 maggio 2022              | ISBN 978-4-09-851138-9      |                             |
| 6  | 10 novembre 2022            | ISBN 978-4-09-851353-6      |                             |
| 7  | 12 gennaio 2024             | ISBN 978-4-09-853082-3      |                             |
| 8  | 8 agosto 2024               | ISBN 978-4-09-853505-7      |                             |
| 9  | 3 ottobre 2024              | ISBN 978-4-09-853623-8      |                             |
| 10 | 12 marzo 2025               | ISBN 978-4-09-854002-0      |                             |

### Anime

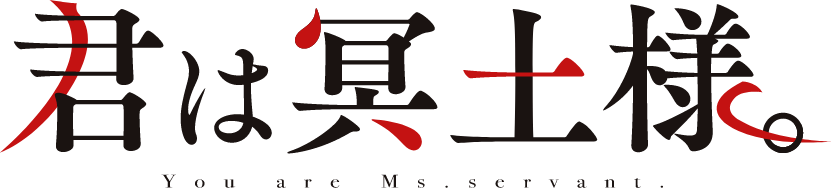
Logo originale della serie

Il 24 dicembre 2023 è stato annunciato un adattamento anime. È prodotto da Felix Film e diretto da Ayumu Watanabe, con Deko Akao a supervisionare la sceneggiatura della serie, Tomoyasu Kurashima a curare il character design e Masahiro Tokuda a comporre la colonna sonora. La serie è stata trasmessa dal 5 ottobre al 21 dicembre 2024, nel blocco di programmazione NUMAnimation su tutti gli affiliati ANN, inclusa TV Asahi. La sigla di apertura è Otozure (おとずれ? lett. "Fuori sincrono") dei Tricot, mentre la sigla di chiusura è Hyōjō sabun (表情差分? lett. "Espressione facciale") delle Dustcell. Crunchyroll ha trasmesso la serie in streaming a livello internazionale. Medialink ha concesso la serie in licenza nel Sud e Sud-Est asiatico e in Oceania (tranne Australia e Nuova Zelanda) per lo streaming sul canale YouTube di Ani-One Asia.

#### Episodi
| Nº | Titolo italiano Giapponese 「Kanji」 - Rōmaji | In onda          | In onda |
| Nº | Titolo italiano Giapponese 「Kanji」 - Rōmaji | Giapponese       |         |
| 1  | Il nostro fatidico incontro 「君と運命の出会い。」 - Kimi to unmei no deai. | 5 ottobre 2024   |         |
| 1  | Un giorno d'estate, Hitoyoshi Yokoya, uno studente liceale impacciato, riceve la visita di una giovane donna vestita da cameriera. Lei gli chiede di assumerla come domestica e rivela che in passato è stata un'assassina. La donna afferma di essere stata mandata da Hitoyoshi sotto suggerimento del suo padrone, che sembra avere un legame familiare con il ragazzo. Dopo aver assistito alla sua abilità nel maneggiare i coltelli, Hitoyoshi esita ad assumerla a causa dell'ignoto legame con il padrone della donna. Tuttavia, quando la cameriera se ne va dopo aver perso un orecchino a casa sua, Hitoyoshi la rincorre per restituirglielo. Durante il tragitto rischia quasi di essere investito da un camion ma viene salvato dalla cameriera stessa. Per gratitudine nei suoi confronti, Hitoyoshi decide di assumerla come domestica. La nuova arrivata si dimostra piuttosto goffa nelle faccende domestiche ma riceve comunque trattamenti gentili da parte di Hitoyoshi. I due cenano insieme con tonkatsu; durante la cena scoprono che lei non ha un nome proprio e che sta iniziando a sentire nuovamente i sapori del cibo grazie alla gentilezza del ragazzo. Più tardi quella notte, dopo essersi svegliato in lacrime da un sogno ricorrente che non faceva da tempo, Hitoyoshi si reca in cucina per prepararsi uno spuntino e incontra la cameriera mentre assaggia la salsa Katsuta. Decidono allora di preparare una finta fonduta usando quella salsa tonkatsu e si confidano alcune debolezze personali legate al loro passato difficile. Infine la donna permette a Hitoyoshi di riposare sul suo grembo come segno tangibile della sua gratitudine per l'accoglienza ricevuta.              |                  |         |
| 2  | Tu vuoi scoprirlo 「君は知りたい。」 - Kimi wa shiritai. | 12 ottobre 2024  |         |
| 2  | La cameriera mostra progressi nelle faccende domestiche, ripulendo gran parte della spazzatura in casa. Un giorno, davanti al cancello, Hitoyoshi e la cameriera trovano un cucciolo di cane abbandonato con un messaggio che chiede di prendersene cura. Hitoyoshi decide di adottarlo, nonostante la cameriera sia riluttante a causa dei traumi passati legati ai cani selvatici durante il suo allenamento. Tuttavia, si sforza di interagire con il cagnolino per superare la sua paura. Portano il cane dal veterinario e acquistano l'occorrente per accudirlo. Durante il viaggio verso casa, la cameriera riflette sulla sua vita passata paragonandola al gioco della sedia: ha dovuto compiere atti violenti per sopravvivere e si chiede se merita davvero la gentilezza di Hitoyoshi. Lui le offre conforto dicendole che può voltare pagina verso un nuovo inizio. In seguito, la cameriera continua a migliorare nella cucina e cerca di superare gradualmente la sua paura del cane, che Hitoyoshi decide di chiamare Agemochitaro per la sua somiglianza con un mochi. Durante una cena insieme, lei chiede a Hitoyoshi se può dare anche a lei un nome; dopo averci riflettuto lui sceglie "Yuki" (neve), simbolo protettivo come i campi coperti dalla neve durante l'inverno. Alla fine, Riko, la sorellina di Hitoyoshi, suona il campanello della sua porta per fargli visita. |                  |         |
| 3  | Tu sei Yuki 「君は雪さん。」 - Kimi wa Yuki-san. | 19 ottobre 2024  |         |
| 3  | Hitoyoshi chiede a Yuki di forargli un orecchio per mettersi un orecchino, ma lei rifiuta temendo di fargli involontariamente del male. Successivamente, Riko fa visita a Hitoyoshi e incontra Agemochitaro e Yuki. Dopo aver rimproverato il fratello per non averle parlato di Yuki, Riko si mostra entusiasta nei suoi confronti e conferma che lei e Hitoyoshi vivono in case separate. Yuki racconta a Riko del suo passato e dell'origine del suo nome attuale. Spiega anche di non essere portata per la calligrafia, ma compensa con le sue capacità comunicative. Riko decide di tenere un diario d'osservazione su Yuki come argomento della sua ricerca libera estiva e inizia a prendere appunti sulle sue eccezionali abilità. Mentre pranzano in un fast food, decidono tutti insieme di partecipare alla sagra estiva quella sera stessa. Si divertono visitando diverse bancarelle fino a quando Riko si allontana per prendere da bere. In quel momento, Yuki confida a Hitoyoshi che i giorni festivi erano una volta simili agli altri perché era coinvolta in incarichi d'assassinio. Al ritorno di Riko, guardano insieme ai fuochi d'artificio; successivamente, Yuki salva Riko da un ladro su motocicletta che rischiava di investirla. I tre inseguono lo scippatore: alla fine Yuki lo sconfigge permettendone l'arresto. Sulla strada di casa, mentre discutono della vita scolastica, Yuki esprime il desiderio di frequentare la scuola per vivere una vita normale. Concluse le vacanze estive, Hitoyoshi torna a scuola rimanendo sorpreso nel vedere che Yuki si è iscritta nella sua stessa classe, utilizzando lo pseudonimo Yuki Yokoda.                                                     |                  |         |
| 4  | Tu non scapperai 「君は逃さない。」 - Kimi wa nogasanai. | 26 ottobre 2024  |         |
| 4  | Yuki si presenta alla classe come la cugina di Hitoyoshi, e lui scopre che è stata Riko a suggerirle di iscriversi al suo liceo. Dopo aver appreso da Yuki che ha usato alcune sue conoscenze per compilare i moduli d'iscrizione senza destare sospetti, Hitoyoshi accetta di aiutarla ad ambientarsi nella vita scolastica. Un giorno, durante la pausa pranzo, mentre molti studenti fanno a gara per comprare un panino alla yakisoba con salsa Katsuta, Hitoyoshi propone a Yuki di andare in un minimarket. Tuttavia, lei è troppo curiosa del famoso cibo e decide di salire sul tetto della scuola per raggiungere lo spaccio prima della Guardia Katsuta. Riesce così ad ottenere un panino e lo condivide con Hitoyoshi. Più tardi, Riko decide di trascorrere la notte a casa di Hitoyoshi e confida al fratello il suo desiderio che questi si sposi con Yuki in modo da avere quest'ultima come sorella. Mentre mangiano un caco insieme a Yuki, le due ragazze parlano della bellezza femminile scambiandosi complimenti; intanto Hitoyoshi pensa che già si comportano come se fossero sorelle. A scuola, dopo essersi fatto male con un gesso della lavagna durante una lezione, Hitoyoshi va in infermeria dove viene visitato dalla dottoressa Nitta. Quest'ultima sembra conoscere Yuki ed è evidentemente attratta da lui; tuttavia Yuki interviene salvandolo dall'avance della dottoressa e informandolo che Nitta opera anche lei nel campo degli assassini. Altrove Nitta rivela l'intenzione di voler distruggere la famiglia di Yuki. |                  |         |
| 5  | Ciò che tu vuoi proteggere 「君の護りたいもの。」 - Kimi no mamoritai mono. | 2 novembre 2024  |         |
| 5  | Grace, il vero nome di Nitta, trama di eliminare Yuki per ottenere una ricompensa sostanziosa, decidendo di sfruttare le informazioni in suo possesso per avvantaggiarsi. Nel frattempo, Yuki tiene d'occhio Hitoyoshi, preoccupata per un possibile attacco da parte di Grace. Quest'ultima riesce a coglierla di sorpresa, utilizzando l'odore della salsa Katsuta come diversivo per distrarla, e rapisce Hitoyoshi per ricattare Yuki affinché si arrenda. Grace lega Hitoyoshi nel cortile della scuola e rivela al ragazzo che Yuki è in realtà Xue, il Lupo Bianco e quarto membro dei Nove Draghi, un gruppo di assassini temibili. Quando Yuki arriva per salvare Hitoyoshi, affronta Grace, disinnescando le sue trappole e sconfiggendola, ma decide di risparmiarle la vita. Sentendosi responsabile per aver messo in pericolo il suo padroncino, Yuki afferma di essere pronta a andarsene se Hitoyoshi lo desidera. Tuttavia, lui la rassicura dicendole che va tutto bene e le chiede se può insegnargli un po' di autodifesa. |                  |         |
| 6  | A te non piace proprio stare da sola 「君は割と寂しがりや。」 - Kimi wa warito sabishigariya. | 9 novembre 2024  |         |
| 6  | A scuola, le straordinarie abilità atletiche di Yuki attirano l'attenzione dei compagni, suscitando in alcuni il sospetto che non possa essere imparentata con Hitoyoshi. Nel frattempo, Grace si è fatta assumere come professoressa di educazione fisica e si presenta come un'amica di Hitoyoshi, appena trasferita da Tokyo. In un flashback, Grace e Yuki stipulano un accordo di non belligeranza: Grace fornirà panini dallo spaccio per tre mesi in cambio della possibilità di osservare Yuki, che si impegna a non ucciderla. Nel presente, Grace provoca Yuki cercando di sedurre Hitoyoshi, facendo sentire Yuki trascurata. Yuki migliora nelle faccende domestiche e, insieme a Hitoyoshi, visita la gastronomia Katsuta. Qui scambia uno dei proprietari per un leggendario assassino e lo complimenta per la loro salsa. Hitoyoshi desidera sapere di più sul passato oscuro di Yuki, ma decide di aspettare che sia lei a confidarsi. Mentre riflette, Hitoyoshi si addormenta e sogna il momento in cui sua madre andò a vivere con Riko, risvegliandosi in lacrime tra le braccia di Yuki. Il ragazzo le chiede informazioni sui Nove Draghi, ma Yuki risponde di non sapere molto degli altri membri poiché era troppo occupata a soddisfare la volontà del suo maestro. Infine, mentre Yuki esprime il desiderio di abbracciare la gioia della normalità, Hitoyoshi le racconta che nel suo sogno è stato salvato da un eroe: lei. |                  |         |
| 7  | Finalmente tu l'hai capito 「君は遂にそこに気付いた。」 - Kimi wa tsui ni soko ni kizuita. | 16 novembre 2024 |         |
| 7  | Durante la sua routine quotidiana, Yuki si reca al mercato e incontra una bambina che le fa dei complimenti sull'uniforme da cameriera, definendola "non normale" in senso positivo. Tuttavia, Yuki fraintende il commento, interpretandolo come dispregiativo. Questo episodio la spinge a organizzare un'uscita con Hitoyoshi, Riko e Grace, che si autoinvita dopo averli spiati, per acquistare nuovi vestiti e aiutare Yuki a sentirsi più "normale". Il gruppo visita i grandi magazzini, dove Yuki prova diversi abiti alla ricerca di uno stile che la soddisfi. Notano anche una fiera di Halloween e decidono di provare costumi a tema prima di vedere un film horror sugli zombie, che lascia Yuki impressionata. Mentre tornano a casa gustando delle crepes, vengono osservati da una bambina di nome Naka Hikage e dal suo fratello Tatsu. Più tardi, mentre Hitoyoshi accompagna Riko a casa, Yuki riflette sul passato e svolge le faccende domestiche. Durante un temporale, un blackout la coglie di sorpresa e, ancora scossa dal film sugli zombie, rovina lo straccio preferito del cane Agemochitaro, promettendo di ripararlo. Yuki paragona lo straccio al suo abito da cameriera, poiché entrambi rappresentano legami con il passato. Infine, aggiunge che il campanellino che porta con sé è un ricordo della sua amata sorella minore. |                  |         |
| 8  | Tu e l'autunno della salsa 「君と食欲の秋。」 - Kimi to sōsu no aki. | 23 novembre 2024 |         |
| 8  | Hitoyoshi e Yuki chiedono a Grace informazioni sulla sorella di Yuki, ma lei non sa nulla. Notando che la salsa Katsuta scarseggia, Yuki e Hitoyoshi si recano alla gastronomia per fare scorta, solo per scoprire che i gestori l'hanno esaurita. Durante la conversazione, Yuki confida a Hitoyoshi di cercare sua sorella Hue da dieci anni. Incontrano poi Kobachi e Taiga, il quale ha appena acquistato l'ultimo CD della cantante Nazca. Mentre parlano, Taiga rischia di far cadere il suo CD in un tombino, ma Yuki lo salva, sacrificando però il resto della salsa Katsuta che aveva con sé. Questo porta Yuki a soffrire di astinenza, facendole avere incubi in cui la salsa la rimprovera per averla sprecata. Durante una conversazione in cui Hitoyoshi rivela di essersi allontanato dal padre a causa di problemi familiari, Yuki fa un altro incubo in cui la salsa Katsuta le ricorda la sua infanzia. Un tempo, Yuki era una famosa bambina prodigio di nome Maria, ma una sera d'inverno i suoi genitori furono assassinati. Questo tragico evento ha segnato profondamente la sua vita, portandola a diventare un'assassina e a essere rinnegata dalla sorella. Risvegliatasi dal sogno, viene confortata da Hitoyoshi. A scuola, si parla del Triplo Festival Katsuta, una competizione in cui si può vincere una versione speciale della salsa. Yuki riesce a partecipare grazie al punteggio minimo richiesto ottenuto durante gli esami. Parlando con Grace, scopre di non aver messo il suo nome sulla prova; Grace cerca di ricattarla chiedendole un favore. Tuttavia, Naka, una compagna di classe, interviene firmando al posto suo e afferma di avere un piano per vincere alla Festa Katsuta. |                  |         |
| 9  | Tu e la festa della cultura 「君と文化の段。」 - Kimi to bunka no dan. | 30 novembre 2024 |         |
| 9  | Naka si allena regolarmente nelle arti marziali sotto la guida del fratello Tatsu. Quest'ultimo viene scelto dal consiglio studentesco per ricoprire il ruolo di unica guardia nel gioco di guardie e ladri, e decide di tenere d'occhio Yuki, credendo che possa rappresentare una minaccia per Naka. Intanto, mentre i ragazzi completano i preparativi per la competizione, Naka confida ai compagni che vuole vincere il festival per migliorare l'opinione del fratello nei suoi confronti. Tatsu, ascoltando di nascosto, fraintende il discorso e crede che Yuki stia cercando di manipolare Naka, decidendo quindi di sconfiggere Yuki. Yuki, ignara del significato di "amicizia", accetta di diventare amica di Naka e chiede consiglio a Hitoyoshi. Al festival, dove è presente come ospite speciale Nazca, Yuki indossa un costume da lupo per evitare di essere riconosciuta da altri assassini. La sfida di guardie e ladri inizia, e Tatsu elimina rapidamente quasi tutti gli sfidanti, affrontando poi Yuki. Tuttavia, Naka interviene per salvare Yuki, permettendole di comprendere il valore dell'amicizia. Yuki tenta di restituire il favore cercando di far tornare Naka in gioco, ma non ci riesce per poco. Nonostante la sconfitta, Naka ringrazia Yuki, e Tatsu si chiarisce con lei. Verso la fine del festival, Yuki parla con Hitoyoshi del progetto di ottenere una rivincita l'anno successivo. |                  |         |
| 10 | Tu e il frutto proibito 「君と禁断の果実。」 - Kimi to kindan no kajitsu. | 7 dicembre 2024  |         |
| 10 | Dopo aver dimostrato le sue abilità ninja, Naka trova diversi interessi in comune con Yuki, rafforzando ulteriormente la loro amicizia. Intanto, Grace fa visita alla famiglia Yokoya per informare Hitoyoshi e Yuki che intende recarsi in Cina alla ricerca della sorella di Yuki. Dopo la partenza di Grace, Yuki riflette sul fatto che in passato non ha mai suscitato interesse in qualcuno o provato lei stessa interesse per altri. Tuttavia, grazie alle recenti esperienze, è felice di avere molte persone da proteggere. Successivamente, Hitoyoshi trascorre del tempo con Yuki, costruendo pupazzi di neve insieme a lei, e poi si reca da Riko. In seguito, Hitoyoshi ha un appuntamento con Yuki per le vie della città, un evento che fa emergere in lui la possibilità di provare sentimenti romantici per la cameriera. Ne parla con Riko, che lo sottopone a un quiz online per valutare se il suo amore è corrisposto. Il risultato mostra un'alta affinità, e Riko sottopone anche Yuki al quiz, ottenendo un punteggio ancora più alto. Riko rivela poi alcuni lati infantili di Hitoyoshi a Yuki, e il ragazzo, preso dall'imbarazzo, tenta di punire la sorella con delle spinte sotto il kotatsu, ma accidentalmente tocca Yuki, creando un momento imbarazzante tra i due. |                  |         |
| 11 | La tua preghiera è la preghiera di una divinità 「君の祈りは神の祈り。」 - Kimi no inori wa kami no inori. | 14 dicembre 2024 |         |
| 11 | Mentre riflette sui propri sentimenti per Yuki, Hitoyoshi ricorda una confessione d'amore fallita di anni prima, quando una sua coetanea lo respinse perché lui la vedeva solo come una compagna di svago. Confuso emotivamente, Hitoyoshi desidera chiarire i suoi sentimenti nei confronti di Yuki durante le vacanze invernali. Mentre pulisce casa, Yuki si bagna gli abiti a causa di Agemochitaro, e Hitoyoshi si rende conto che forse sta cercando di allontanare Yuki per paura di rivivere il dolore dell'abbandono della madre. Yuki tenta di mostrarsi gentile come sempre, ma l'atteggiamento impacciato di Hitoyoshi la porta a fraintendere le sue intenzioni, credendo che anche lui voglia abbandonarla. Nonostante i tentativi di Hitoyoshi di chiarire le cose, Yuki inizia a manifestare un disturbo dell'umore, piangendo per ogni errore o distrazione, anche se Hitoyoshi è paziente con lei. Mentre Hitoyoshi è pensieroso in vista dell'arrivo del padre, Riko parla a Yuki dello hatsumode, la prima preghiera dell'anno agli dei. Incuriosita, Yuki visita il santuario e incontra Naka, che le spiega che è bene sfogare la tristezza piangendo, riuscendo a risollevarle il morale. Nel frattempo, il padre di Yuki arriva all'aeroporto. |                  |         |
| 12 | Le vostre buone notizie 「君たちによる福音。」 - Kimi-tachi ni yoru fukuin. | 21 dicembre 2024 |         |
| 12 | In vista del compleanno di Hitoyoshi, Yuki, su consiglio di Naka, decide di regalargli un raro giocattolo in capsula. Dopo vari tentativi falliti, il padre di Hitoyoshi le consiglia di non arrendersi, e Yuki riesce finalmente a trovare l'action figure desiderata. Con l'arrivo imminente del padre, Riko sveglia Hitoyoshi, che è incerto su come spiegare la situazione di Yuki a causa dei suoi problemi familiari passati. Hitoyoshi decide di assumersi la responsabilità di gestire la situazione con suo padre, qualunque cosa accada. Il padre arriva a casa e Hitoyoshi gli presenta Yuki. A tavola, Yuki rivela di conoscere già il padre, che era amico del suo precedente padrone, Hamuro, il quale gli aveva chiesto di prendersi cura di Yuki in caso di sua scomparsa. Mentre Hitoyoshi è tormentato dalla paura di rimanere nuovamente solo, il padre gli fa un regalo e annuncia che dovrà assentarsi di nuovo. Prima di partire, Hitoyoshi trova il coraggio di chiedergli il permesso di far vivere Yuki con lui, e il padre accetta. Dopo una conversazione telefonica con l'uomo, Yuki porta Hitoyoshi sul tetto per ammirare il panorama e gli fa il suo regalo. Hitoyoshi confessa il suo dolore familiare passato e dice che vuole essere la famiglia di Yuki, commuovendola. Dopo che Yuki si è confessata a lui, Hitoyoshi piange da solo, credendo che lei intenda un affetto familiare e non sentimentale. Infine, mentre si trova in cucina, Yuki nota che il battito del suo cuore è accelerato. |                  |         |

### Altri media
Un video promozionale e uno spot televisivo per commemorare l'uscita del terzo volume della serie manga sono stati pubblicati sul canale YouTube di Weekly Shōnen Sunday nel luglio 2021. In esso erano presenti le voci di Tsubasa Yonaga e Reina Ueda, rispettivamente nei panni di Hitoyoshi Yokoya e Yuki.